# Parque nacional Punta Izopo
El Parque nacional Punta Izopo es una área protegida con el estatus de parque nacional en el país centroamericano de Honduras. Se encuentra localizado en el municipio de Tela, en la costa caribeña del norte del departamento de Atlántida. Tiene una altitud de 118 metros. Inicialmente un refugio de vida silvestre declarado en 1992, pasa a constituirse en un parque nacional solo en el año 2000, mediante el decreto legislativo 261 – 2000.